# کردهای افغانستان
کُردهایِ  افغانستان  بخشی از مردم کرد ایران‌اند که پراکنش آنان در منطقه ولایت غزنی بوده اند.
کردهای افغانستان، عمدتاً در مناطق شمالی و غربی کشور زندگی می‌کنند، به ویژه در ولایت‌های هرات، فاریاب، بلخ و سمنگان. آن‌ها بخشی از قومیت‌های مختلف افغانستان هستند و زبان اصلی‌شان کردی  است
تاریخچه‌ی کردهای افغانستان کردسر
کردها در کل به عنوان بزرگترین ملت بدون دولت در جهان بعد از جنگ جهانی اول شناخته می‌شوند. این ملت کهن و بزرگ عمدتاً در نواحی مرزی (غرب ایران، شرق و شمال عراق، جنوب ترکیه، شرق و شمال سوریه) زندگی می‌کنند. در واقع سرزمین بزرگ کردستان بنا به منافع ابر قدرتها در میان این چهار کشور تقسیم شده است. علاوه بر این در برخی از مقاطع تاریخی در اکثر سرزمینهای کردستان سعی بر تغییر دموگرافی نیز شده است. البته بنا بر متون تاریخی، کردها تنها در منطقه‌ی خاورمیانه حضور ندارند بلکه حضوری وسیع‌تر و گسترده‌تر در شرق ایران، قفقاز، ماوراءالنهر، آسیای مرکزی، منطقه‌ی بالکان نیز دارند. لازم به ذکر است که جمعیت کردها در مناطق غیر کردستانی همچون افغانستان طی کوچ های اجباری، برخوردهای تاریخی، جنگ و تبعیدهایی ناخواسته صورت گرفته است. حتی در زمان حاضر کوچ کردها رو به غرب بوده و دلیل اصلی آن نداشتن دولتی مستقل است. نبود یک دولت مستقل آنها را از بسیاری از امکانات محروم کرده و امید را ز آنان زدوده است؛ لذا این کوچ طولانی هنوز ادامه دارد.
کوچ کردها به افغانستان
به اعتبار برخی از منابع تاریخی، در دهه‌ی 1500 میلادی، کردها از شمال غرب ایران، به داخل مناطق مرکزی افغانستان کنونی برده شدند تا در برابر حملات متجاوزانه مغول‌ها دفاع کنند. این تنها روایت موجود در مورد حضور کردها در افغانستان نمی‌باشد. بلکه روایت‌های معاصر دیگری هم وجود دارند که تصدیق کنند که کردها در مقاطع زمانی مختلف به افغانستان آمدند و در همانجا زیست میکنند. همچنین به نظر میرسد کوچ کردها به افغانستان استمرار کوچ آنان از مناطق کردستان ایران به خراسان و شرق ایران در زمان سلسله افشاریه باشد. به اعتبار صحبت‌های افراد قدیمی محلات قدیمی شهر کابل، نادرشاه افشار برای لشکرکشی به افغانستان نیاز به منشیان و درباریان و افراد جنگجوی بسیاری داشت تا بتوانند افغانستان کنونی را فتح کنند. دو گروه عمده لشکریان نادرشاه افشار را تشکیل می‌دادند. اول گروه قومی ترک‌های شاه‌سون که وظیفهی جنگجویی و رزمجویی را بر عهده داشتند و دیگری هم گروه ملت کرد (کردهای شمال غرب ایران کنونی که بیشتر کرمانج‌ها می‌باشند) لشکر نادر را همراهی می‌کردند. کردهایی که نادرشاه افشار را همراهی می‌کردند در سه شهر معروف از افغانستان کنونی پراکنده شدند. شهرهای غزنی، مزار شریف و کابل. بنا به برخی از منابع نادر شاه افشار تبار ترک داشته و در شرق ایران کردها را معتمد خویش دانسته و لشکریان کرد و فرماندهان کرد تبار در نزدکی دربار وی بودند. در این راستا میتوان به فرمانده ارگ نادر کریم مریوانی اشاره کرد. همچنین پس از دودمان افشار سلسله زندیه نیز توسط کریمخان زند برخاسته از همین لشکریان وفادار به نادر بوده است. در ولسوالی خواجه عمری، قریه‌ی ده نهال ولایت غزنی، گروهی از کردها که به شغل دبیری و پیشبرد امور دیوانی حکومت نادرشاه افشار مشغول بودهاند، زندگی می‌کردند. سنگ قبر بسیار قدیمی از سرگروه کرد در غزنی تاکنون وجود دارد. در روی سنگ قبر به کرد بودن غلامرضا خان تصریح شده است.
کردها به جز غزنی، در منطقه‌ای به نام چند اول کابل هم جابه‌جا شده بودند. چند اول در فارسی به معنای چند خیمه می‌باشد که به معنای وجود خیمه‌ی گروه‌های قومی شاه سون و کردها می‌باشد. این دو گروه قومی نیز در دامنه‌ی کوه چند اول سکنی‌ گزیدند. بیشتر از 50 خانواده‌ی کرد نیز ساکن در این منطقه میباشند و فعالیت اصلی‌شان پیشبرد امور دیوانی، میرزایی و منشی‌گری دولت استقلال یافته‌ی افغانستان می‌باشد.
از میان 50 خانواده‌ی کرد مستقر در کابل، اکثر آنان به خارج از افغانستان رفته‌ و یا اینکه رحلت کردهاند. از میان این خانواده‌ها، آخرین و تنهاترین کرد در کابل، کاک اَمان است که سن ایشان 100 سال می‌باشد. کاک امان که خود را از نواده‌های زمان خان کرد می‌داند، معتقد است که اولین گروه‌های کرد توسط نادرشاه افشار به کابل و غزنی آورده شدند. به دلیل اینکه کردها در مورد مسائل دبیری و دیوانی تبحر خاصی داشتند، آنها در نزدیکی کاخ ریاست جمهوری یا ارگ ریاست جمهوری سکنی گزیدند. کاک امان نیز به کردهایی که در دوران امیر حبیب الله خان نقش کلیدی در وظایف داخلی و خارجی دولت داشتند اشاره می‌دارد: فرقه مشیر جعفر خان، میراحمد خان، میر علی اصغر شاه، سرورخان گویا از اولین افرادی بودند که در دستگاه پادشاه حبیب الله خان، کارگزاران سیاسی مطرحی بودند.
بر خلاف نظر و رأی عامه‌ی مردم که کردها را مردمانی جنگجو می‌نامند، کردهای افغانستان انسانهایی سیاسی بودهاند. همانطور که پیشتر هم اشاره شد، اکثریت کردها در افغانستان شغل دیوانی، دولتی و پیشبرد سیاست خارجی را بر عهده داشتند. فعالیت‌های سیاسی هم جزئی از فعالیت‌های عمده‌ی کردهای افغانستان بوده است. همانطور که در اقلیم کردستان، مصطفی بارزانی، رهبر انقلاب کردستان برای رسیدن به استقلال بود، در کابل هم اعظم قیام‌ها و انقلاب‌های ترقی‌خواهانه نیز از منطقه‌ی چند اول و دیگر مناطق کردی برخواسته بود.
در این راستا کاک امان اشاره می‌دارد که میر علی اصغر شاه به عنوان یک کرد فعال سیاسی، در جریان کودتا علیه پادشاهی ظاهر شاه دستگیر و سپس اعدام شد. عسکرخان و جعفرخان هم از دیگر رهبران سیاسی و مردمی بودند که علیه پادشاهی ظاهر شاه قیام کرده بودند و سپس اعدام شدند. همچنین در راه اندازی جنبش مشروطیت، سرورخان گویا به عنوان متفکر سیاسی کرد نقش بسزایی در به راه اندازی جنبش مشروطیت در افغانستان داشته است. همچنین اولین قیام‌ها علیه اشغال سرزمین افغانستان توسط شوروی از محله‌ی چند اول آغاز شده بود. در دوران خفقان و سیاه حفیظ الله امین، اعظم زندانیان سیاسی نیز که در پی قیام علیه حکومت کمونیستی وقت بودند، فعالان سیاسی کرد ساکن در چند اول بودند. به همین لحاظ، اطلاق صفت جنگجو به تنهایی و آوردن کردها صرف برای جنگیدن و قلع و قمع و تصرف مناطق بیشتر در زمان نادرشاه افشار، امری نادرست است. در  واقع، وظیفه‌ی اصلی این افراد پیشبرد امور سیاسی و فعالیت‌های سیاسی و دیوانی بوده است.
سبک زندگی کردها در افغانستان
شیوه‌ی زندگی کردهای ساکن در کابل، چیزی شبیه شیوه‌ی زندگی کلاسیک مناطق کردستان در ایران است. نگارنده که خود در کردستان از جمله مناطق مریوان، سقز، دزلی، سنندج و هورامان سفرهایی داشته است، مناطق کردستان ایران را بسیار شبیه به منطقه‌ی کردنشین چند اول در کابل می‌داند. سبک معماری و خانه سازی آنها در افغانستان بسیار شبیه به مناطق قریه‌ای و قدیمی مناطق کردنشین در ایران است. کوچه‌ها، بازارهای سرپوشیده، خانه‌های دو طبقه موجود در چند اول کابل، شبیه ساختار و معماری است که در فیلم‌ “با عقاب‌ها پرواز می‌کند” قابل مشاهده است.
از آثار باقی مانده‌ی قدیمی کردها در چنداول شهر کابل تنها حمام کردها و مسجد کردها باقی مانده است. مسجد کردها با معماری منحصر به فرد و با استفاده از چوب خالص ساخته شده است. معماری مسجد نیز نشان از این دارد که این مسجد ابتدا معبد صوفیانه کردهای مقیم کابل بوده است. چرا که اینطور تصور میشود که اکثریت کردها رویکردی صوفی گرایانه و میان رو داشتند تا رویکردی اسلام گرایانه و مذهب گرایی. معماری مسجد به گونهای است که بیشتر نشان دهندهی یک خانگاه است تا یک مسجد. در مورد این خانقاه کردی پهلوان منصور معتقد است که قدمت این مسجد بیشتر از صد سال است، اما  کارشناسان وزارت اطلاعات و فرهنگ معتقدند که این مسجد قدمتی 230 ساله دارد. ولی کاک امان بر این نظر است که این مسجد قدمتی 160 ساله دارد. در واقع به طور دقیق مشخص نیست که این مسجد دارای چه قدمتی است.